# 임가흔
임가흔(중국어: 林嘉欣, 병음: Lín Jiāxīn, 1978년 8월 17일 ~ ) 또는 영어명 커리나 램(Karena Lam)은 주로 홍콩과 대만 양쪽에서 활동하는 타이완계 캐나다의 배우이자 가수로서 캐나다와 타이완(대만)의 이중국적자이며, 아울러 홍콩 영주권 또한 보유하고 있다. 참고로, 아버지는 홍콩인이고 어머니는 중일혼혈의 대만인이다.

## 출연 작품
- 해관전선 (2024)
- 아메리칸 걸 (2021)
- 더 크리미널 마인드: 공공의 적 (2017)
- 헤븐 인 더 다크 (2016)
- 백일홍 (2015)
- 드래곤 블레이드: 천장웅사 (2015)
- 당길가덕 (2010)
- 사랑의 화법 (2010)
- 콜 포 러브 2 (2008)
- 캔디 레인 (2008)
- 친밀 (2008)
- 방가 (2007)
- 연배국 (2007)
- 안나 & 안나 (2007)
- 실크 (2006)
- 아수 (2005)
- 괴물 (2005)
- 후비첨심 (2005)
- 육장사 (2004)
- 아요주 모델 (2004)
- 코마 (2004)
- 진실 게임 - 6층의 숨은 방 (2003)
- 꿈꾸는 풍경 (2003)
- 쌍웅 (2003)
- 연애행성 (2002)
- 남인사십 (2002)
- 이도공간 (2002) - 얀 역
- 첩영살기 (2001)